# Neus Bouza Gil
Neus Bouza Gil (Barcelona 1916 - 26 maig de 1939) jove obrera republicana, militant de la CNT i miliciana. Fou una de les dotze dones de la Presó de les Corts afusellades al Camp de la Bota pel Règim Franquista.

## Biografia
Nascuda a Barcelona el 1916, vivia al barri del Poblenou. El 1936 a l'inici de la Guerra Civil es va unir a les milícies obreres de la rereguarda, fou destinada a l'antiga escola d'artilleria, establerta al Castell de les quatre torres del Camp de la Bota on s'encarregava de la bugaderia i la cuina. Poc després, el govern de Largo Caballero ordenà acabar amb la figura de les milicianes i van desmobilitzar les dones del front. Neus Bouza es va reincorporar a la seva feina a la fàbrica de lones del carrer d'Ali-Bey. El 10 d'octubre de 1936 es va afiliar a la CNT.
La derrota del Bàndol republicà va donar pas a la Dictadura del General Franco i es va iniciar una dura repressió dels vençuts. El 23 de febrer de 1939, un veí va denunciar Neus Bouza que fou detinguda per un escamot de falangistes. Lliurada a la policia i empresonada el 8 de març, el 26 d'abril va ser sotmesa a un Consell de Guerra Sumarissim acusada d'haver participat o presenciat l'execució de persones de dretes, fets que ella sempre va negar. Condemnada a mort, fou afusellada al Camp de la Bota el 26 de maig de 1939 juntament amb 22 homes, entre els quals hi havia l'anarcosindicalista Antonio Charles Domenech.

## Homenatges
L'Ajuntament de Sant Adrià del Besòs, a proposta del Consell Municipal de les Dones, en el marc dels actes de la Festa Major de l'any 2013, va inaugurar la sala d'actes Neus Bouza a la Biblioteca Municipal,dins del projecte Carrers amb nom de dona, L'objectiu d'aquesta proposta era donar visibilitat a l'important paper de les dones en tots els àmbits de la vida ciutadana i també homenatjar la memòria de totes les persones afusellades al Camp de la Bota.
El març de 2023 va ser una de les personalitats homenatjades per l'Ajuntament de Barcelona en la campanya Ciutat de Dones.